# 尖閣諸島中国漁船衝突事件

尖閣諸島と日中中間線

尖閣諸島中国漁船衝突事件（せんかくしょとうちゅうごくぎょせんしょうとつじけん）は、2010年9月7日午前に沖縄県・尖閣諸島付近で操業中であった中国漁船と、違法操業として取り締まりを実施した日本の海上保安庁との間で発生した一連の事件。尖閣漁船事件、中国漁船衝突事件とも呼ばれる。

## 事件の概要

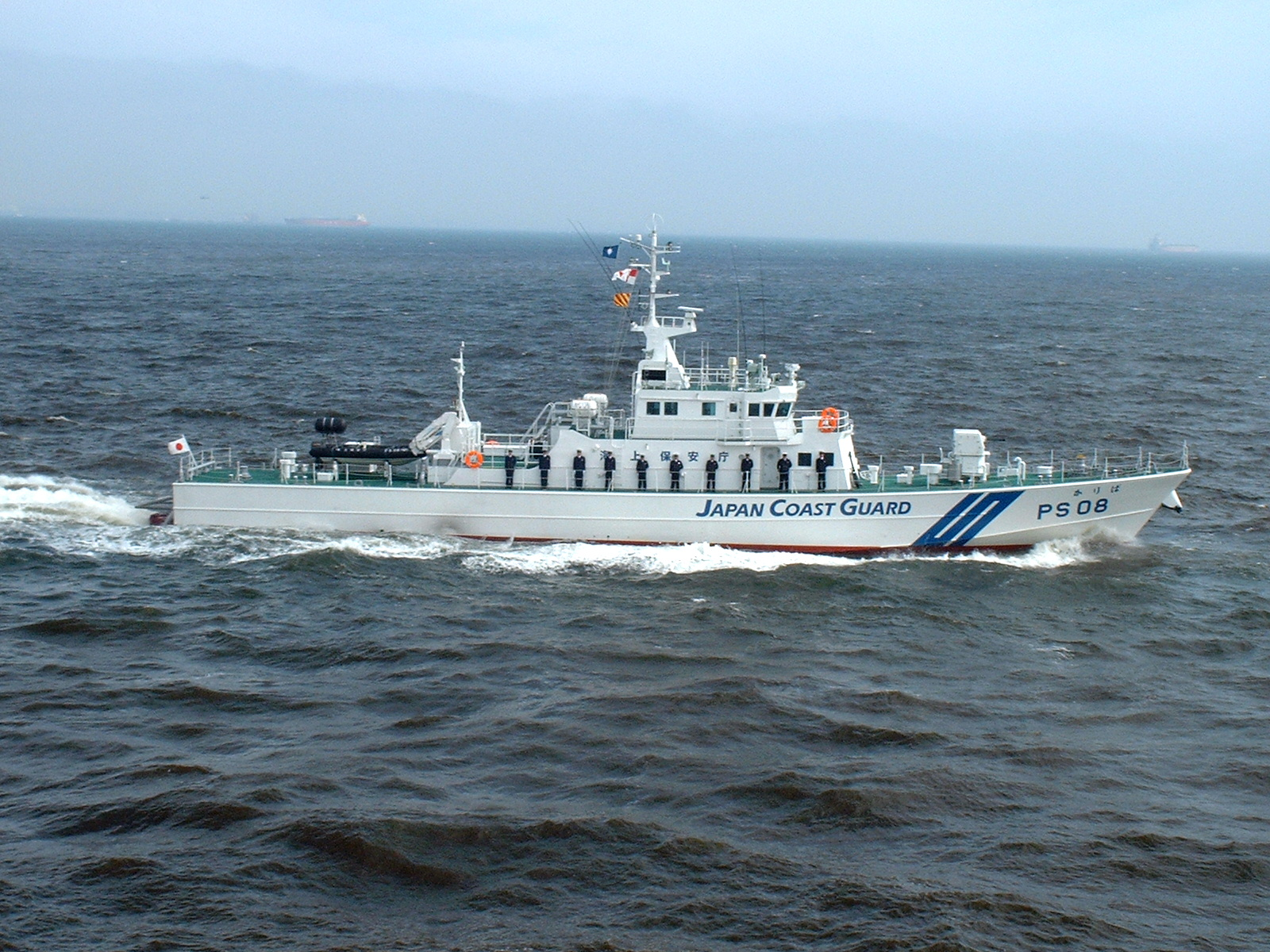
衝突された「みずき」と同型のびざん型巡視船

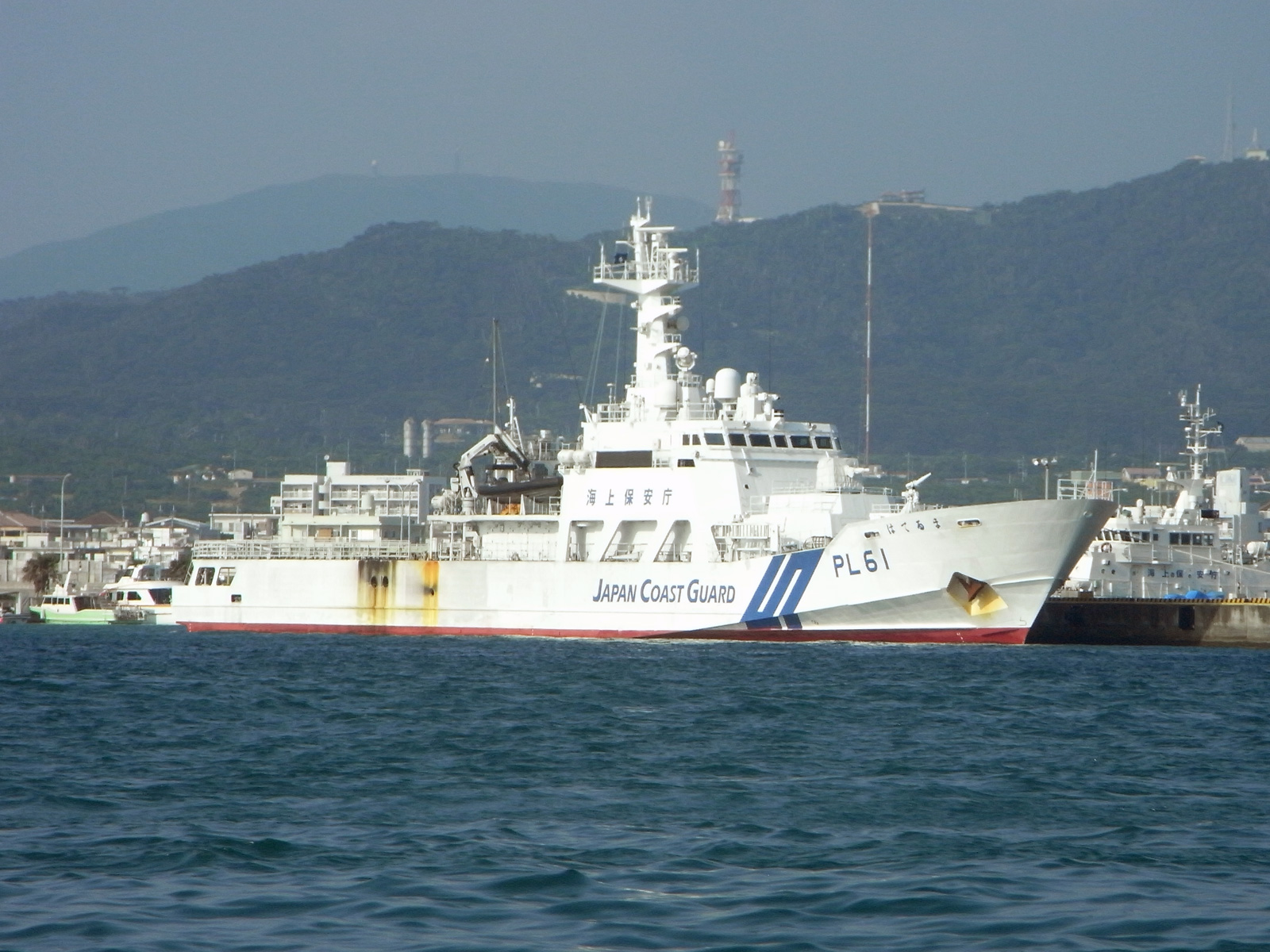
衝突された「よなくに」と撮影した「はてるま」は同型である

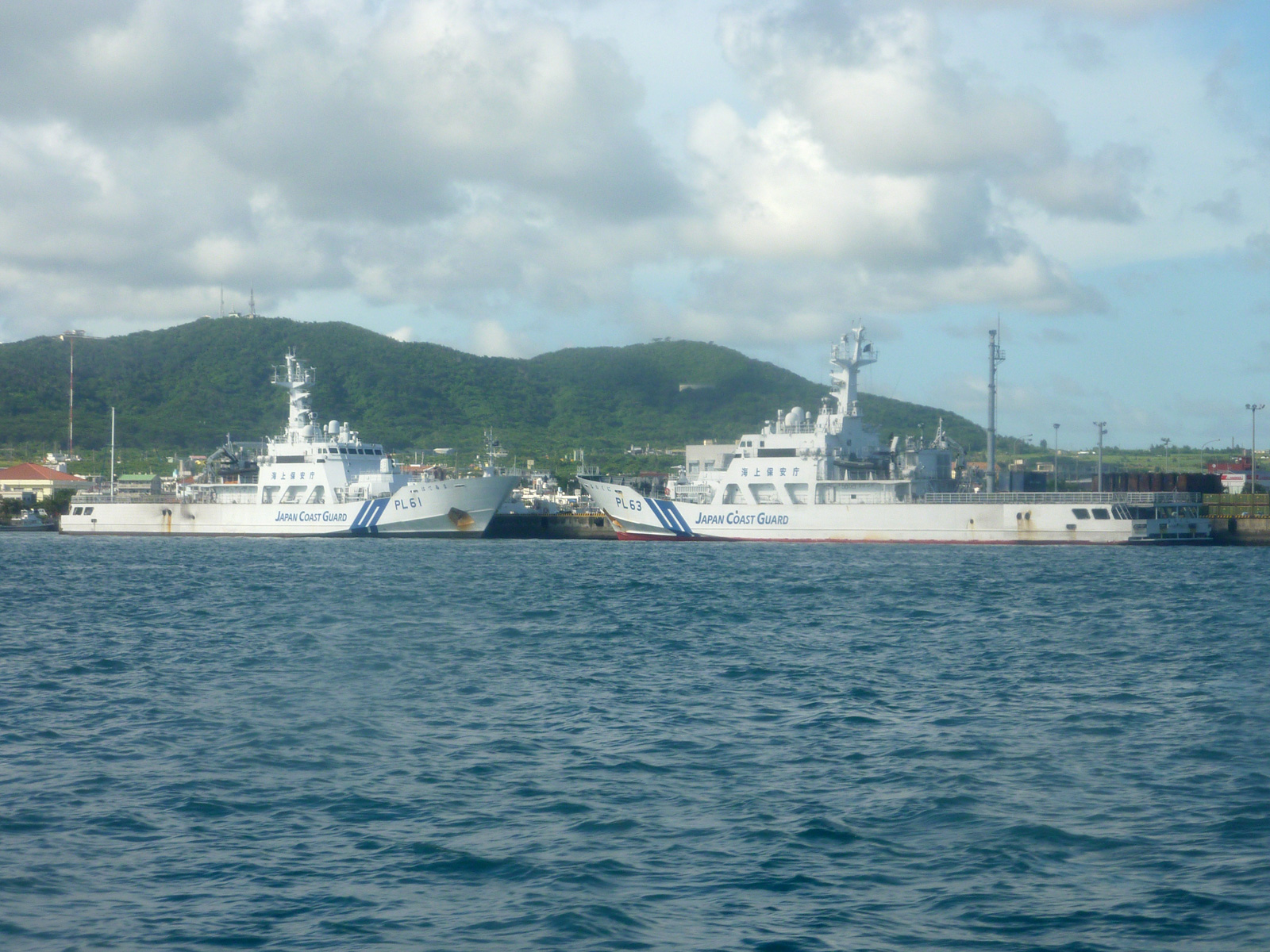
「はてるま」と「よなくに」。事件発生前の2010年7月に石垣港にて撮影

2010年9月7日、尖閣諸島付近の海域をパトロールしていた巡視船「みずき」が、中国籍の不審船を発見し日本領海からの退去を命じるも、それを無視して漁船は違法操業を続行、逃走時に巡視船「よなくに」と「みずき」に衝突し2隻を破損させた。海上保安庁は同漁船の船長を公務執行妨害で逮捕し、取り調べのため石垣島へ連行し、船長を除く船員も同漁船にて石垣港へ回航、事情聴取を行った。9日に船長は那覇地方検察庁石垣支部に送検された。（#事件発生から逮捕・送検まで）
中国政府は「尖閣諸島は中国固有の領土」という主張を根拠に、北京駐在の丹羽宇一郎大使を呼び出し、日本側の主権に基づく司法措置に強硬に抗議し、船長、船員の即時釈放を要求した。これを受けて13日に日本政府は船長以外の船員を中国に帰国させ、中国漁船も中国側に返還したが、船長に関しては国内法に基づいて起訴する司法手続きの方針を固め、19日に勾留延長を決定した。すると中国側はこれに強く反発し即座に日本に対して様々な報復措置を実施した（#送検から2度目の勾留延長決定まで・#中国政府の報復措置）。
24日、国際連合総会開催中で菅直人首相および前原誠司外相不在の中、那覇地方検察庁鈴木亨次席検事が船長の行為に計画性が認められないとし、また日中関係を考慮したとして、中国人船長を処分保留で釈放すると突如発表。本決定を仙谷由人官房長官は容認。25日未明、中国側が用意したチャーター機で、中国人船長は（旧）石垣空港から中国へと送還された。（#船長の釈放）
11月1日、中国への配慮から非公開となっていた漁船衝突時の動画が、那覇地検によって6分50秒に編集された上で、衆参予算委員会所属の一部の国会議員に対してのみ限定公開された。4日、ハンドルネーム「sengoku38」こと一色正春によって漁船衝突時に海上保安官が撮影していた44分間の動画がYouTube上に流出した（#漁船衝突映像の限定公開と流出）。

## 事件の経過

### 年表
- 2010年
  - 9月7日 - 中国漁船が海上保安庁の巡視船2隻に立て続けに衝突。
  - 9月8日 - 中国大使館職員が船長に面会。
  - 9月9日 - 石垣海上保安部が船長を公務執行妨害容疑で那覇地検石垣支部に送検。
  - 9月10日 - 那覇地検石垣支部が船長の勾留の延長を請求。
  - 9月13日 - 船長以外の船員を帰国させ、漁船を解放。
  - 9月16日 - 前原誠司国土交通相は石垣海上保安部に行き、巡視船艇の係留所を視察[8]。
  - 9月19日 - 石垣簡易裁判所は逮捕された中国人船長の拘置期間を10日間延長し、20日から29日までとする[9]。
  - 9月20日 - 19日から20日にかけて中国政府が日本に対する複数の報復措置を実行する。
  - 9月22日 - 早朝、中国の温家宝首相から釈放要請があり、同日午前、検察首脳会議を24日に行うことが決定された[10][要出典]。
  - 9月23日 - 外務省職員が仙谷官房長官の了解のもと那覇地方検察庁へ出向き説明[10]。
  - 9月24日 - 午前10時、検察首脳会議が開催され釈放が決まる[10]。那覇地方検察庁が船長を処分保留で釈放と発表[11]。
  - 9月25日 - 未明に中国のチャーター機で石垣空港から出国し、中国人船長は福建省福州市の空港へと送還された。
  - 10月21日 - この事件で損傷した巡視船「みずき」が修理を終え、試験運転を開始。
  - 11月1日 - 6分50秒に編集された漁船衝突時の映像が、衆参予算委員会所属の一部の国会議員にのみ限定公開される。
  - 11月4日 - 44分に編集された漁船衝突時の映像が、「sengoku38」によってYouTube上に流出する。
  - 11月9日 - 巡視船「みずき」が復帰、「よなくに」も年内復帰に目処。政府ではこの船の修理代を中国へ請求することを決定。
  - 11月10日 - 43歳の海上保安官が、自らが「sengoku38」だと名乗り出る。15日には映像の秘密性は低いとして逮捕は免れ、書類送検される。
  - 11月26日 - 尖閣事件処理に対する不満も一因となり、仙谷官房長官と馬淵澄夫国交相に対して参議院で問責決議案が可決された。問責可決以後は、当該閣僚は国会答弁できなくなるのが通例。
- 2011年
  - 1月21日 - 那覇地検は中国人船長に対し公務執行妨害罪の不起訴処分を下す。
  - 2月12日 - 中国外務省が海上保安庁が行った船長に対する損害賠償請求について、「船長への損害賠償請求権はいっさいない」と発表した。
  - 4月18日 - ジャーナリストの山際澄夫らによる審査の申し立てを受け、那覇検察審査会が中国人船長について公務執行妨害罪で起訴相当議決を下す[12]。
  - 6月22日 - 那覇検察審査会は中国人船長について外国人漁業規制法違反、建造物損壊罪、漁業法違反（立入検査忌避罪）で起訴相当議決を下す。
  - 6月28日 - 那覇地検は中国人船長について公務執行妨害罪等で再び不起訴処分を下す。
  - 7月21日 - 那覇検察審査会は中国人船長について公務執行妨害罪、外国人漁業規制法違反、建造物損壊罪で起訴議決を下す。漁業法違反（立入検査忌避罪）では不起訴議決となった。
  - 7月28日 - 那覇地裁は沖縄弁護士会の弁護士2人を検察官役の指定弁護士として指定した。だが、被疑者である船長は釈放後に日本と犯罪人引渡し条約が結ばれていない中国に帰国したため公判が開ける見込みが困難な状況である。
- 2012年
  - 3月15日 - 検察官役の指定弁護士は那覇地裁に中国人船長を起訴した。
  - 5月17日 - 那覇地裁は中国人船長について公訴棄却を決めた[13]。
  - 6月7日 - 那覇地裁は検察官役の指定弁護士である沖縄弁護士会の弁護士2人について、「現状では再起訴しても送達は見込めない」として指定弁護士の指定取り消しを決定。

### 事件発生から逮捕・送検まで
海上保安庁発表と流出した動画（後述）によれば、9月7日午前10時15分頃、尖閣諸島最北端に位置する久場島北西約12キロの付近の海域をパトロールしていた第十一管区海上保安本部所属の巡視船「みずき」が、不審な中国籍のトロール漁船『閩晋漁（びんしんぎょ）5179』を発見、日本領海での違法操業が確認されたため退去命令を出した。しかし漁船はこれを無視して違法操業を続行、揚網後に逃走を開始した。その際一時、漁船の舳先を巡視船「よなくに」に向け、そのまま「よなくに」の左舷後部に衝突したものの、そのまま逃走を続行した。この模様は「よなくに」の乗組員によってビデオ撮影されている。衝突を受けて「みずき」が追跡を開始し並走して停船を命令するも、漁船は「みずき」の右舷後方よりの部分に船体を接触、なおも逃走を続けた。この逃走の様子は距離をとって漁船を監視していた巡視船「はてるま」と接触された「みずき」の巡視船によりビデオ撮影されている。巡視船はたびたび漁船前方を塞いだり放水するなどしたが最終的にゴム製の緩衝材で覆われた前部で接触・強行接舷して漁船を停船させ、船長を拘束、石垣島へ連行した。船長を除く船員も同漁船にて石垣港へ回航、事情聴取が行われた。捜査関係者は「海保職員が船長を連行する際、酒臭かった」と証言したとされる（なお、操業中であった漁船は漁網を完全に引揚終えた10時55分頃から逃走を始め、最終的に停船させられたのは午後１時前である。）。同日中に海上保安庁からは所管の国土交通省に船長を「逮捕相当」とする報告が上げられた。8日未明、二度に及ぶ衝突が悪質であるとして船長を漁業法等の違反ではなく公務執行妨害容疑で逮捕する扱いを石垣海上保安部は取り、9日には船長は那覇地検石垣支部に送検され取調べが始まった。
海上保安庁幹部は、最初の接触は波に煽られた可能性もあると考えていたが二度の衝突となると故意と判断し逮捕を決断したとし、庁内には慎重論もあったが鮮明なビデオ映像が決め手となったとする。ただし、公表乃至流出したビデオでは、「よなくに」の撮影者は漁船が舳先を自船に向けたことを挑発的だと表現しているものの、当時波が激しく漁船が流されたものか、また、直前に「よなくに」は漁船の前を左旋しながら横切っていったんは通り過ぎていて、衝突が通り過ぎた「よなくに」の減速と舳先が流された漁船が加速した結果が重なったものか判別がつかず、また、「みずき」の場合は比較物のない海上での自船からのビデオ撮影であるため、接触が「みずき」がいわば幅寄せあるいは前方を塞いだためか、漁船が一方的に突っ込んできたためか、俄かに判別ができない。逮捕された船長は接触したという事実については認めているとの形で当時は報道されている。また、船長は中国まで訪問してきた日本人ジャーナリストに対して体当たりは巡視船のほうが仕掛けてきたものと一貫して主張している。
本来なら、外国船舶が領海内で違法操業や目的のない徘徊をしている疑いがある場合は、外国人漁業の規制に関する法律違反や領海等における外国船舶の航行に関する法律違反等の疑いがあるとして、漁業法に基づいて停船を命令し立入検査の実施を求め、違反していた場合は該当する法律を根拠に、逃走した場合は漁業法違反（立入検査忌避罪）によって逮捕することになっている。尖閣諸島の領海では中国と事実上領有を争っていることから、例外として領海外への退去命令のみに収めていたが、今回は漁船が2度にわたって衝突を繰り返すなど悪質なことから「公務執行妨害」での逮捕となった。なお、この際、尖閣諸島領海内で100隻程度の中国漁船が領海へ出入りを繰り返し違法操業をしていたことが明らかになっている。
この日本側の動きに対して中国外務省報道官は、「日本は司法にのっとって即時に船長を安全に解放すべきだ」と発表した。また、尖閣諸島周辺を自国の領海・領土と強調した上で、「その海域で操業していた自国の漁船に日本の国内法が適用されるなど荒唐無稽だ。非合法で効力はない」と主張・報道し、「関係海域周辺の漁業生産秩序を維持し、漁民の生命・財産を保護する」目的として、同海域に向け漁業監視船を既に派遣したとを発表した。
この漁業監視船は農業部漁業局の「漁政201」と「漁政202」であり、7日に出航した2隻は10日から17日まで尖閣諸島の接続水域に進入・徘徊し、海上保安庁の巡視船やヘリコプター、海上自衛隊のP-3C哨戒機の監視と警告を受けた。

### 送検から2度目の勾留延長決定まで
中国政府は「釣魚島（尖閣諸島）は中国固有の領土」であるという根拠を元に、事件発生の日から4回にわたって北京駐在の丹羽宇一郎大使を呼び出し、日本側の措置に強硬に抗議、船長・船員の即時釈放を要求した。中国政府は呼び出しの度に、胡正躍外交部長助理（次官補）、宋濤外交副部長（次官）、楊潔篪外交部長、戴秉国国務委員（副総理級）と、段階的に高位の人物が対応しており、特に戴秉国国務委員による呼び出しは、12日の未明（午前0時から1時間）ということもあり、きわめて異例とされた。なお、船長逮捕当時、菅首相をはじめとして政府内では逮捕と起訴に積極的だったが、中国が抗議声明を発表したあたりから仙谷官房長官らが釈放を主張し始めていたという。
また中国政府は、東シナ海ガス田問題交渉の延期を通告し、7日の農業部漁業局の漁業監視船「漁政」の派遣に続いて、国土資源部国家海洋局が所管する海監総隊の「海監51」等2隻を周辺海域に派遣し、11日から13日まで海上保安庁の測量船と対峙し測量船の海洋調査活動を妨害した。
13日、日本政府は参考人として事情聴取をしていた船員14人を中国政府のチャーター機で帰国させ、差し押さえていた中国漁船も中国側に返還したが、船長に関しては19日に勾留延長を決定し、さらに外国人漁業の規制に関する法律違反の容疑でも調べを進め、司法手続きを続ける意思を明確にした。
日本政府の見解
- 日本政府は「尖閣諸島に領土問題は存在しない」としている。前原誠司国交相も2010年9月14日の記者会見で「東シナ海には領土問題は存在しない」と発言し、かねての主張を繰り返した[24]。これは2010年5月27日の岡田克也外相の「尖閣に日本の領土問題はない。議論の余地はない」と述べたことを踏襲するものである[25]。
- 蓮舫行政刷新相は尖閣諸島を「領土問題」と述べたが、政府見解と矛盾することを指摘され[24]、同日午後、「尖閣諸島は歴史的にも国際法上もわが国固有のものだ」と発言を修正した[26]。これを受け、中国のポータルサイト鳳凰網は蓮舫の経歴と出自を紹介した上で、「日本の華僑議員が尖閣諸島は日本領と発言した」と報じた[27]。

野党の反応
- 自民党は外交・国防部会を2010年9月15日に開き、蓮舫の発言を「とんちんかん」「勉強不足か」と批判した[28]。佐藤正久会長は、中国側が丹羽大使を夜中も含めて5度も呼び出したことに対して、「外交的には極めて無礼だ」と反発[28]。

中国政府の反応
- 国務院台湾事務弁公室の范麗青報道官は「釣魚島の主権を守ることは中台同胞の共通の利益で、中華民族の長期的、根本的な利益になる」と述べた[29]。

日中両国の民間の反応
- 日本国内の民間の反応に関しては、シンガポールの華字紙『聯合早報』が「日本の右翼分子が9月16日と17日の両日、兵庫県の神戸中華同文学校に対して『学校を爆破する』との脅迫電話をかけ、神戸中華同文学校は警察に通報し18日午後を休校とした。」と報じている[30]。また、神奈川県横浜市の横浜山手中華学校にも脅迫の手紙が寄せられ、さらに同記事は「東京や大阪などの華人向けの学校でも類似の脅迫電話が相次いでいる」と報じているが、真偽のほどは不明。
- 中国国内の民間の反応に関しては、9月8日に、中国の反日民間団体のメンバーら30 - 40人が、北京の日本大使館前で中国の国歌を歌ったり、国旗を振ったりするとともに、報道関係者に対して日本側の対応を批判する演説を行い、船長の釈放などを求めた[31]。その上で抗議文書を大使館の郵便ポストに入れ、引き揚げた。
- 9月15日までに、中国人による日本大使館や日本人学校への抗議や嫌がらせが、約30件に達したことが日本大使館の調べで分かった。日本大使館によると、「広東省広州市の日本総領事館の外壁にビール瓶を投げつけられた」、「北京の日本大使館近くで車のクラクションが5分間鳴り続ける騒ぎが起こった」、「館や各地の総領事館に抗議文が約10通届いた」、「天津日本人学校への鉄球撃ち込み」などが報告されている。
- 9月17日に、中国大手健康食品メーカーが日本への抗議行動として、予定されていた計1万人の訪日旅行ツアーをキャンセルする。

### 中国政府の報復措置
9月19日に検察による船長の2度目の勾留延長が決定し、日本側の船長の起訴に向けての司法方針がさらに明確になると、中国政府は即座に複数の報復措置を繰り出した。中国政府は勾留延長決定の同日中に「日本との閣僚級の往来を停止」「航空路線増便の交渉中止」、「石炭関係会議の延期」および「日本への中国人観光団の規模縮小」を決定した。
翌20日には、在中国トヨタの販売促進費用を賄賂と断定し罰金を科すと決定し、21日より予定されていた日本人大学生の上海万博招致の中止を通達した。さらに同日中に中国本土にいたフジタの社員4人を「許可なく軍事管理区域を撮影した」として身柄を拘束し、レアアースの日本への輸出を、複数の税関での通関業務を意図的に遅滞させることで事実上止めた（共に23日に判明）。なお、中国政府関係者はレアアースの輸出差し止め措置について「日本経済の弱いところを突くような制裁を検討するように指示された」としている。
さらに21日には、ニューヨークを訪れていた温家宝首相が「われわれは（日本に対し）必要な強制的措置を取らざるを得ない」と在米華僑らとの会合で述べ、外国に対しては異例となる「強制的措置」との文言を使って日本に対して更なる報復を仄めかした。
また、中国農業部が主管する「中国漁業報」の20日付記事では、中国政府が今後尖閣海域での「漁政」によるパトロールを常態化させることを決定した事が報じられた。
政府・与党の反応
- 仙谷官房長官は、中国の報復措置に対して「日本も中国も偏狭で極端なナショナリズムに刺激しないことを政府の担当者として心すべきだ」と述べた[37]。
- 馬淵国交相は、2010年9月22日より実施されるアジア太平洋経済協力会議（APEC）の観光担当相会合における中国との2国間協議を取り止めた[38]。
- 玄葉光一郎国家戦略担当相は、「国内の世論対策という側面もあるのではないか。日本は法治国家なので法にのっとって対応するのが大切だ」と述べている[39]。

野党の反応
- 日本共産党は9月20日に「日本の領有は正当」との見解を提出している[40]。志位和夫委員長も9月25日の第2回中央委員会総会にて、「日本の領海で、外国漁船の不法な操業を海上保安庁が取り締まるのは当然」と述べた[41]。

地方自治体の反応
- 9月21日、那覇市議会は9月定例本会議で中国政府への抗議決議、日本政府への意見書の両案を全会一致で可決した[42]。
- 同日、石原慎太郎東京都知事は「中国のやっていることは理不尽で、やくざがやっていることと同じ」と述べた。石原は北京市主催の「都市問題」に関する国際フォーラム（2010年10月開催予定）に招待されていたが、｢あんな国、頼まれても行かない｣と、訪中を取り止めた[43]。また、船長が釈放された24日の記者会見では、「パンダをもらって尖閣をやるのか」と政府の対応を非難した。また、「衝突時のビデオを公表するべき」と主張した[44]。

中国政府の反応
- 政府系シンクタンクの社会科学院日本研究所の専門家が尖閣問題にからみ日本に対する圧力のかけ方として、円資産を買い増しして円高誘導すればいいと主張している[45]。

日中両国の民間の反応
- 9月22日、上海体育場で10月9日・10日に開催予定だったSMAPのコンサートが延期が決定した（チケット販売は、販売会社より9月19日に停止）[46]。
- 9月23日、28日に海上保安庁黙認の下で日本青年社と八重山漁業組合員ら200人が20隻の漁船で尖閣諸島に行く予定が、首相官邸の指示により出港停止措置となった[47]。
- 9月23日に、中国のニュースサイト環球網が実施したオンライン・アンケートでは、「あなたは、中国が軍艦を派遣して釣魚島を巡視することに賛成ですか?（您是否赞成中国派军舰赴钓鱼岛巡逻?）」という質問に対して、「賛成」が98.2%、「不賛成」が1.8%という結果が出た[48]。

### 船長の釈放
これらの中国政府の措置を受けて、9月24日、「国内法で粛々と判断する」と発言していた菅首相と前原外相が国連総会出席への外遊で不在の中、那覇地検が勾留延長期限が5日残っている時点で、「わが国国民への影響や、今後の日中関係を考慮して、船長を処分保留で釈放する」と発表した。これにより、船長は「不法上陸」扱いとなり、入国管理局が国外退去の手続きをし、翌25日未明に中国のチャーター機で中国へと送還された。船長は帰国した際、Vサインであいさつし、現地報道機関に対し尖閣諸島は中国領であり自身の行為は合法である旨を主張し英雄扱いされた。10月20日には地元福建省泉州市の道徳模範に選ばれたが、その後は当局から尖閣諸島周辺への出漁を禁止され、自宅を監視されているという。
仙谷官房長官は、船長の釈放は検察独自の判断でなされたと述べてこれを容認する姿勢を明らかにした。また柳田稔法相と同日昼すぎに会談していたことに関しては「全く別件だ」と釈放決定との関与を否定し、「日中関係は重要な2国間関係だ。戦略的互恵関係の中身を充実させるよう両国とも努力しなければならない」と中国との関係修復を努める考えを示した。また釈放決定に対し民主党など政権内部からも批判が出ていることについては「承知していない」と述べた。国連総会でアメリカ滞在中の菅首相は、「検察当局が事件の性質などを総合的に考慮し、国内法に基づき粛々と判断した結果だと認識している」と述べた。同じくアメリカ滞在中の前原外相は、「国内法にのっとって対応した検察の判断に従う」と述べた。
検察では当初、船長の起訴は可能という判断であり、勾留延長をするなど起訴に向けて動いていたが、24日午前の閣議の後、仙谷官房長官が柳田法務大臣に船長の釈放を指示し、さらに大林宏検事総長の指示の下、那覇地検による釈放の発表になったという。一方、この決定について前原外務大臣を除いた外務省政務3役（副大臣・政務官）は、事前に釈放の話は全く知らされていなかったという。民主党関係者からは、国連総会出席中で不在の菅と前原に代わって仙谷が泥を被ったのではないかとの見方も出ている。那覇地検は外交関係に配慮したとの趣旨を盛り込むことについて政府の了解を得て、記者会見では「日中関係を考慮すると、身柄を拘束して捜査を続けることは相当ではない」と言及した。政府が当初の方針から釈放に転じた理由として中国新聞は、中国が11月に行われるAPECを欠席することを懸念した菅が船長の帰国を求めたと報じた。また、2020年の産経新聞の前原誠司元外相への取材によると、民主党政権は処分保留による船長釈放を「検察独自の判断」と強調し、政治判断による釈放を否定してきたが、実際には当時首相だった菅直人が、アジア太平洋経済協力会議首脳会議があるとして「胡錦濤が来なくなる」と強い口調で迫り、逮捕した中国人船長の釈放を指示したという。当時の外務省幹部も「菅首相の指示」を認めたが、菅は産経新聞の取材に「記憶にない」と答えた。しかし、2024年10月8日に菅は次期衆院選への不出馬を表明する記者会見で中国人船長の釈放を自ら指示したかを問われ、経緯に関する細かい記憶は薄れていると断りつつ、「首相だから、私が指示したといわれるのは当然だ」と認めた。その上で、「あの段階の判断として（日中関係を）こじらせるよりも、ある程度の理解の中で対応したつもりだ」と説明し、自らの指示により船長が釈放されたことを事実上認めた。
船長の釈放を受けて、中国側は改めて日本に、事件についての謝罪と賠償を求める声明を発表。これに対し日本政府は「中国側の要求は何ら根拠がなく、全く受け入れられない」とする外務報道官談話を出した。これに対して中国側は「日本の行為は中国の主権と中国国民の権利を著しく侵犯したもので、中国としては当然謝罪と賠償を求める権利がある」と反論している。その後、首相自ら｢尖閣諸島は、わが国固有の領土であり、謝罪・賠償は考えられない。全く応じない｣としている。
この間にも中国政府は尖閣周辺海域に船舶を派遣しており、東シナ海ガス田に「海監51」等の10隻以上の調査船を前例のない規模で集結させた。また、24日の自民党外交部会では、既にガス田「白樺」に掘削用ドリルパイプが持ち込まれ、日中の合意違反である中国の単独掘削が開始された見込みであることが明らかになった。さらに、24日から10月6日まで、再び「漁政201」と「漁政203」が魚釣島の接続海域内に進入・徘徊し、魚釣島の周辺を半円状に何度も往復し、海上保安庁の巡視船やヘリコプター、P-3C哨戒機による監視と警告を受けた。これは事件発生以来2度目の「漁政」の接続水域内への進入となる。9月29日には「漁政」が初めて尖閣諸島最東端の大正島の接続水域内にまで進入し、中国メディアは歴史的偉業と報じた。
9月29日は細野豪志が「個人的な理由」で中国を訪問した。これについて菅首相や前原外相は政府は関わっていないと発言していた。しかし毎日新聞11月8日朝刊において、仙谷官房長官が尖閣沖問題で、民間コンサルタントである篠原令に中国との橋渡しを依頼し、その結果、細野と篠原らが戴秉国国務委員らと会談し、「衝突事件のビデオを公開しない」、「仲井眞弘多沖縄県知事の尖閣諸島視察を中止する」という密約を結び、これに仙谷官房長官が同意した事が報じられている。この際、ブリュッセルのASEMでの10月4日の菅首相と温家宝首相との25分間の「交談」がセッティングされたと見られている。なお、2020年の産経新聞の取材で、細野は当時の交渉の状況について、戴秉国との会談が7時間以上に及び、仙谷に電話することもできなかったと証言した。
与党の反応
- 民主党では、平野博文前官房長官が、勾留延長の途中で釈放決定がなされたことについて、「どういう理由なのか、はっきり説明しないといけない」と述べ[64]、松原仁、金子洋一など5人の議員も釈放に抗議する声明を発表した[65]。別の幹部も「菅も仙谷も、外交なんて全くの門外漢だ。恫喝（どうかつ）され、慌てふためいて釈放しただけ。中国は、日本は脅せば譲る、とまた自信を持って無理難題を言う。他のアジアの国々もがっかりする」と述べた[66]。
- 2010年9月29日、「国家主権と国益を守るために行動する議員連盟」の準備会合が国会内で開催された。原口一博、岩屋毅を共同座長とすることを決めた。民主・自民両党の有志議員に衆院会派「国益と国民の生活を守る会」の城内実を合わせ約10人が出席。
- 民主党元代表である小沢一郎は、この事件への対応について「僕がもし、政府の責任者だったら、船長を釈放しませんね」[67]と発言している。また、船長を釈放したのは那覇地検の判断だとする政府説明について、小沢は「検察に政治的判断をさせるのはどうかな」[68]と疑問視する考えを示すとともに「政治主導というなら政治家が責任を持って最後は判断しないと駄目だ」[68]と批判している。
- 国民新党では、亀井静香代表が「政治が介入したとしか思えない。事実上の指揮権発動だ」と指摘した[69]。亀井亜紀子政調会長も、「釈放には政治的判断が働いたと考えざるを得ない」と述べた[70]。

野党の反応
- 自由民主党では、谷垣禎一総裁が、「（中国人船長を）直ちに国外退去させた方が良かった。最初の選択が間違っていた」と主張し、那覇地検が釈放理由として日中関係への配慮などを挙げたことについて「捜査機関が言うべきことではない」と述べた。また大島理森副総裁は「政治が司法に介入した」と述べた上で、「日中関係も考慮した」と発言した同地検の鈴木亨次席検事の国会招致を求めた[71]。
- 公明党では、山口那津男代表が、「日中関係をこじらせることは誰も望んでいない」「釈放は一つの転機になる。法的な主張をぶつけ合うより、政治的な解決をしていく場面に転じた。釈放判断は必ずしも否定するべきではない」と評価した[72][70]。一方、高木陽介幹事長代理は「国内法、領土を守るという国家として当たり前のことを放棄した」と指摘した。
- みんなの党では、渡辺喜美代表が、菅内閣の弱腰外交を糾弾しなければならないと述べた[72][70][73]。
- 日本共産党では、志位和夫委員長が「国民に納得のいく説明を強く求める」との談話を発表した[74]。
- 社会民主党では、福島瑞穂党首が「地検の判断を尊重するしかない」と述べた[69]。
- たちあがれ日本では、平沼赳夫代表が、尖閣諸島に対する中国側の領有権主張を日本が暗に認めたことにもなりかねないとの懸念を表明した[72][70]。

日本の民間の反応
- 衝突事件の現場から程近い石垣島では、漁業関係者から「怒りを通り越して気絶しそうだ」「国交を断絶してでも、（船長を）起訴すべきだった」「尖閣諸島周辺はカツオの好漁場だが、漁師は怖くて行けない」などの声があがった[75][76][77]。また、釈放された船長が石垣空港から中国へ送還される際、金網越しに罵声を浴びせた住民もいた[76][77]。

中国政府の反応
2010年9月25日に中国政府が発表した声明文の要旨は以下の通り。
- 日本が尖閣諸島海域で中国人漁民15人と船長を拘束し、船長を拘置したことに強く抗議する。
- 魚釣島とその付近の島嶼は中国固有の領土である。
- 今回の事件に対して、日本に謝罪と賠償を求める。
- 日中両国は対話を通じて戦略的互恵関係を発展させていくべきであり、この立場は変わらない。

## 抗議デモ

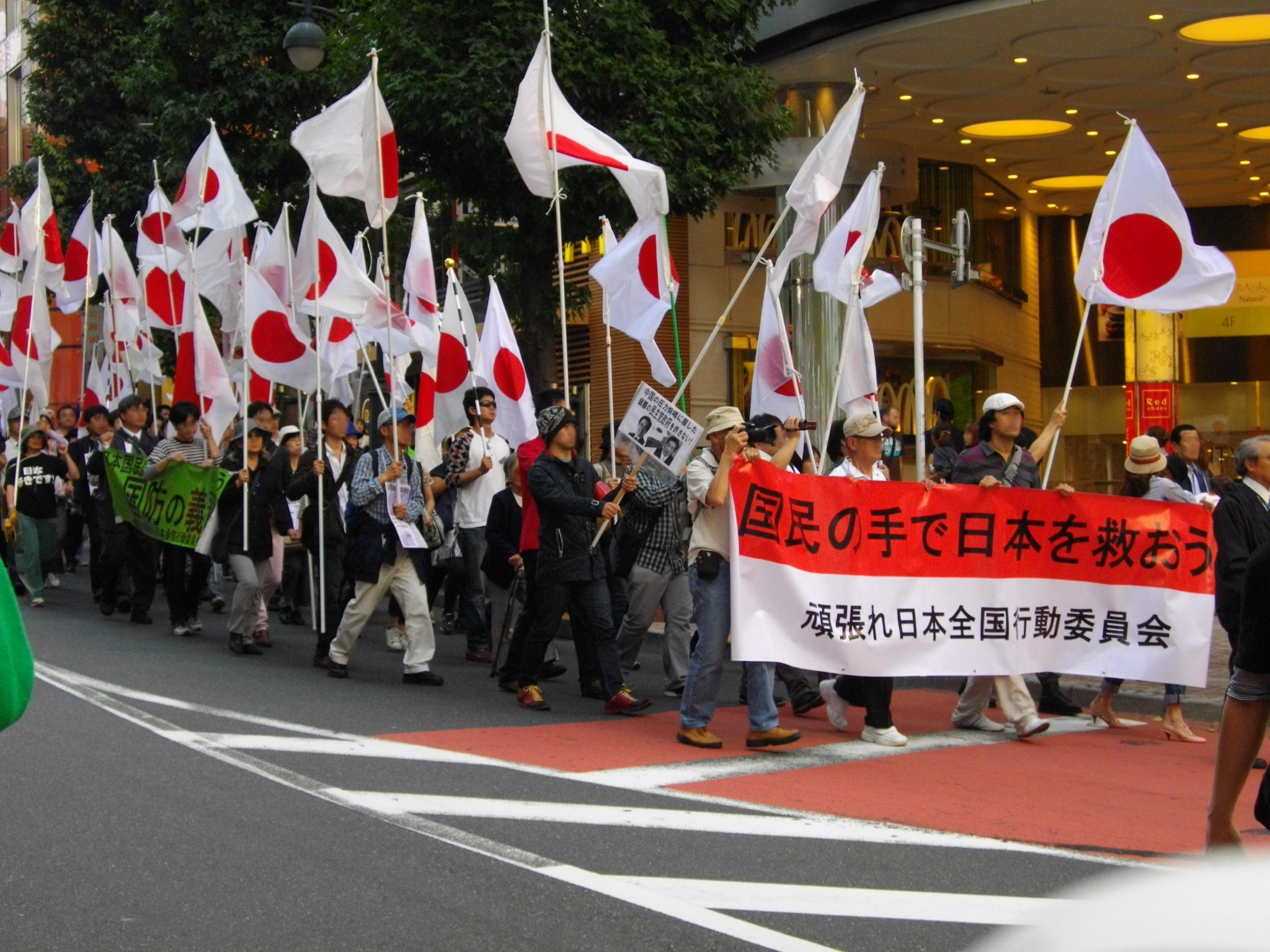
2010年10月2日、渋谷で行われた抗議デモ

船長が処分保留で釈放された事を受けて、2010年10月以降、日本国内の様々な政治団体や市民団体が、本事件に関する中国政府の拡張主義と民主党政権の外交姿勢に抗議するデモ活動を行っている。特に「頑張れ日本!全国行動委員会」が主催するデモは、デモ初体験の多くの学生、主婦、家族連れが参加する大規模なものであり、10月に渋谷や六本木で開催されたデモにはそれぞれ3,000人から6,000近くが参加し、11月6日に日比谷で開催されたデモには、4,500人が参加した。

## 漁船衝突映像の限定公開と流出

### 限定公開
衝突事件の際に海上保安庁は状況をビデオで撮影していたが、民主党政権は中国への配慮から国民への映像の全面公開を一貫して拒否していた。しかし船長が釈放された後も、フジタ社員の拘束、レアアースの禁輸、海事機関船舶の尖閣海域進出、謝罪要求等の中国側の強硬姿勢が止まらないことから、9月30日に衆議院予算委員会は映像の公開を政府に求めることを決定した。そして11月1日に、6分50秒に編集された映像が衆参予算委員会の理事ら30人に限定して公開された。世論でも映像を公開する声が高まっていたため、野党自民党は記録された全ての映像を国民へ全面公開することを求めたが、政府と与党はこれを拒否した。なお、事件最初期の段階において菅首相、仙谷官房長官、前原外相の3閣僚はビデオを閲覧していたという。

### YouTubeへの流出
こうした中、11月4日21時過ぎより、投稿ハンドルネーム「sengoku38」が、インターネット動画サイト「YouTube」に、本事件の映像と思われる中国漁船が巡視船2隻に体当たりする場面が収録された合計44分の六分割された動画を無断で流出させた。映像の存在は2ちゃんねる等の書き込みを介して瞬く間にネット上に拡散し、翌5日早朝からはテレビでも大々的に報じられはじめた。
11月8日には、海上保安庁は被疑者を特定しないまま国家公務員法守秘義務違反、不正アクセス行為の禁止等に関する法律（不正アクセス禁止法）違反、窃盗、横領の疑いで警視庁と東京地方検察庁に告発した。10日には、第五管区海上保安本部所属の海上保安官一色正春が「自分が映像を流出させた」と名乗り出た。警視庁の取調べにより、海上保安官は「衝突映像が闇から闇へ葬られてはいけないと思った」事を流出させた理由に挙げており、映像は神戸市のネットカフェから投稿したもので、映像は海上保安庁内で研修用に作成されたもので、政府が保秘を命じるまでは比較的自由に閲覧できるようになっていたことも判明した。15日に、映像は本来秘密性が低いとして逮捕は見送られ、東京地検への書類送検と任意の事情聴取のみは続けられた。

## その他船長釈放後の日中両国の動き

### 日本政府
- 海江田万里経済財政担当相は2010年9月29日付けの英紙フィナンシャル・タイムズのインタビューで、中国がレアアース対日輸出禁止したことについて「不意打ちだった」と述べ、代替品や中国以外の供給源の開発に努める考えを強調した[84]。また、経済産業省は、レアアースの備蓄や、カザフスタン、ベトナムなどほかの埋蔵国で権益を確保し、中国への依存脱却を図りたい考えを表明した[85]。2010年10月31日には、日越首脳会談において日本とベトナムの間でレアアースを共同開発することに合意した。またこれと同時に日本がベトナム国内での原子力発電所建設を2基受注し、中国と対峙する日本とベトナムの関係が緊密化することになった。
- 仙谷官房長官は10月12日午後の衆院予算委員会で、日本国内から出た弱腰外交との批判に対し「柳腰外交だ」と反論した。
- 11月5日、沖縄政策・海洋政策担当の末松義規内閣府副大臣は、同年11月から尖閣諸島周辺を含む八重山海域で漁業取締船を1隻増やし4隻にしたことを明らかにした[86]。
- 仙谷は、11月9日の衆参予算委員会で、この事件で損害を被った巡視船の修理代を中国側へ請求する手続きを始めると発言した。
- 与野党各議員の間で、海上自衛隊が日常的に領海警備にあたる事ができるよう「領海警備法」を制定することや、海上保安庁の体制を増強することが検討されている。平成22年度補正予算では、23年度予算に計上される予定だった1,000トン型巡視船2隻の整備が前倒し計上された。
- 事件発生から10年後の2020年9月、前原が産経新聞の取材に対し、国連総会出席直前の9月21日に首相公邸で開かれた勉強会に佐々江賢一郎外務事務次官（当時）と共に出席した際、菅が中国人船長について「かなり強い口調で『釈放しろ』と言った」と証言した。その際、前原に理由を問われた菅は、「（11月の）APEC首脳会議に胡錦涛が来なくなる」と主張し、前原が「来なくてもいいではないか。中国が国益を損なうだけだ」と異を唱えると、「オレがAPECの議長だ。言う通りにしろ」と述べた。その後、前原は仙谷に対し、「首相の指示は釈放だ」と伝えたという。前原のこの証言について、外務省幹部も「菅首相の指示」であることを認めたが、菅は産経新聞の取材に対して「記憶にない」と回答した[61]。

### 地方自治体
- 河村たかし名古屋市長は名古屋中国総領事館の国家公務員宿舎跡地移転に反対することを表明した[87]。
- 新潟県では新潟中国総領事館の万代小学校跡地移転が推進されていたが新潟市内外から批判の声が上がるようになっている[88][89][90]。
- 10月22日時点、都道府県・政令指定都市の全66議会のうち、この事件の一連の政府の対応に対する批判・意見書を21議会が全会一致、20議会が賛成多数で、計41議会が可決した。この中には北方領土を行政区域にしている北海道や、竹島をもつ島根県も含まれている[91]。
- 2008年頃から、奈良県に中国の政府系機関の「中華社会文化発展基金会」から日中友好協会と薬師寺を通して「奈良と京都を空襲からはずすよう米軍に進言して古都を救った大恩人」として梁思成の銅像を寄贈する打診があり、平山郁夫が顕彰会を設立をし日本人から寄付金を募り奈良県文化会館に銅像を設置する動きがあった。2010年6月には日中友好の証として平城京遷都1300年祭にも合わせて、北京の中国国家博物館で中国人民政治協商会議の孫家正副主席、清華大学の顧秉林学長、元中国大使の阿南惟茂、窪田修奈良副知事、梁思成の親族らが出席して大々的に記念式典が行われ、日本でもこの計画が報じられ始めた。しかし「史実かどうか極めて疑わしく中国の対日世論工作の疑いがある」との600件余りの抗議が県に寄せられ、本事件により日中関係も悪化するとこれが決定打となり、2010年12月に計画は中止された。
- 2010年12月17日：石垣市議会の12月定例会最終本会議において、この事件に関し、総理大臣、官房長官、法務大臣、海上保安庁長官宛に「公務執行妨害事件証拠映像の全面公開を求める決議」が可決される[92]。

### 日本の民間
- 事件後のレアアース禁輸、フジタ社員拘束などで、日本企業の間でチャイナリスクが高まり、インド・ASEANへのシフトが加速すると見られており[93][94]、商社が中国以外からの資源調達ビジネスを活発化させている。
- 2010年10月27日、那覇地検が処分保留で釈放したことについて、福岡県内の男性会社役員と男性医師が検察審査会に審査開始を申し立てた（のちに棄却）
- 2010年11月10日、豊川市民オンブズマンが『「尖閣諸島沖の中国漁船衝突事件」ビデオ流出者に対する告発免除を求める嘆願書』を集めだし、12月22日に6470筆の署名とともに菅首相へ提出した[95]。

### 中国政府
中国海事機関による尖閣諸島海域への進入と徘徊の常態化
中国農業部漁業局の漁業監視船「漁政」は、事件発生以来、尖閣諸島周辺水域での徘徊と日本の接続水域への進入と徘徊を常態化させるようになった。
10月24日、2隻の「漁政」が尖閣諸島近海の接続水域内に進入・徘徊し、海上保安庁の巡視船による監視と警告を受けた。これは事件発生以来3度目となる「漁政」の接続水域内への進入となる。
10月28日付の新華社通信で、国土資源部国家海洋局が海監総隊向けに今後5年で36隻の「海監」を建造することが報じられた。新造する「海監」は尖閣諸島や南沙諸島に投入され、「漁政」と同じく尖閣諸島での「海監」の徘徊が常態化することになる。
11月20日には「漁政201」と、最新の通信設備を搭載した新型のヘリコプター搭載漁業監視船「漁政310」が魚釣島の接続海域内に進入・徘徊し、海上保安庁の巡視船の監視と警告を受けた。これは事件発生以来4度目の「漁政」の接続水域内への進入となる。2隻は領海線まで360mの地点まで急接近したあと急転回して、領海線まで2 - 7kmの範囲の接続水域内で、領海線に近いづいたり離れたりしながら島の周りを周回する挑発行為を繰り返した。同月28日から29日まで、同2隻が事件発生以来5度目となる接続水域への進入・徘徊を行った。
2011年8月24日には「漁政201」と「漁政31001」が尖閣諸島の領海を侵犯した。2隻は海上保安庁の警告を無視して約37分間にわたり領海を侵犯し、一旦領海を出たあと、1隻が再び7分間ほど領海を侵犯した。これは漁船衝突事件以来12回目の接続水域への中国公船の進入で初の領海侵犯となる。同日、佐々江賢一郎外務事務次官は程永華駐日大使を外務省に呼び抗議した。
中国人民解放軍による日本の防空識別圏への侵入と徘徊の常態化
事件発生以降、中国人民解放軍空軍や海軍の航空機が南西諸島方面の日本の防空識別圏への侵入と徘徊を常態化させようになった。事件以前は日本の防空識別圏の外側で活動していたが、事件発生後の10月以降は海軍のJH-7攻撃機やY-8X哨戒機やY-8AEW早期警戒機が日中中間線まで侵入し自衛隊機を視認できる距離まで近づいてくるようになり、航空自衛隊のF-15Jがスクランブル発進すると引き返していくという。海上自衛隊はP-3C哨戒機、EP-3電子戦データ収集機、OP-3C画像情報収集機を、航空自衛隊はYS-11EB電子測定機を連日飛行させ情報収集と警戒にあたっているが、中国軍機の飛行が乱暴なため、「いずれ海南島事件のような衝突事件が起こるかもしれない」として、中国軍の活動を「エア・ハラスメント」と呼び、さらなる分析と対応を進めている。2011年3月2日にはY-8哨戒機と情報収集機の2機が尖閣諸島まで60kmの上空に接近するという前例のない事態が起こった。

## 日中両国の報道の相違
日中両国の報道は、時間が経過するにつれ細かい点で微妙なズレを見せた。
中国においては、当初久場島（中国名：黃尾嶼）で中国船が日本の巡視船により発見され、逃走した事実はあまり報道しておらず、魚釣島（中国名：釣魚島）での日本側からの衝突事件として報道している。例として9月7日事件発生当日の中国の報道の1つ「環球網 huanqiu.com」を見ると、日本の巡視船「よなくに」が中国漁船に対して、（海域からの）退去を警告した後で衝突が発生したとし、「よなくに」の手すりの支柱が折れたとしている。また同巡視船「みずき」の衝突による破損は、右舷高さ1メートル幅3メートルとしている。これらの報道では「よなくに」が中国船に対して退去を警告した点や、「みずき」の右舷の破損に関しては、比較的日本の初期の報道に近い。
しかし事件発生から船長釈放の25日まで継続している、sohu.comの事件を特集したサイト「中国渔船与日本巡逻船发生相撞」では、中国船と日本の巡視船の衝突の様子や衝突箇所が、日本の報道と異なっている。ここではあくまで中国漁船は、自国の海域での操業であったという前提で報道されている。中国漁船が操業していたところ、進路に日本の巡視船が突然現れ、「よなくに」が接触したとしている。また「みずき」との接触後、中国漁船は魚釣島海域を離れたが、その後日本の巡視船が追いかけてきて逮捕したとしている。
香港･文匯報2010年11月6日の記事では、香港職業訓練局海事訓練学院の楊沛強（ヤン・ペイチャン）マネージャーの分析を紹介し、流出映像を分析するかぎり事故原因は日本巡視船が突然方向を変えたためだと報道した。
日本の報道では、久場島の北北西約27キロの日本の領海から約3キロの排他的経済水域（EEZ）で、巡視船「みずき」の保安官が乗り移って停船させたとしている。

## 他国の動き

### アメリカ合衆国
9月20日、ジェイムズ・スタインバーグ米国務副長官は、日中間における緊張が高まっていることについて、「最も重要なことは、継続的な対話であり、複雑な状況の中で、対話に参加することが前進する最善の方法だ」と述べ、対話による妥協点を見い出すよう促した。
尖閣諸島付近での緊張が高まる中、2010年9月23日、ヒラリー・クリントン国務長官は、日本の前原誠司外務大臣との日米外相会談で、「尖閣諸島は日米安全保障条約第5条の適用対象範囲内である」との認識を示し、同日行われた会見でロバート・ゲーツ国防長官は「日米同盟における責任を果たす」「同盟国としての責任を十分果たす」とし、マイケル・マレン統合参謀本部議長は「同盟国である日本を強力に支援する」と表明した。また、菅直人内閣総理大臣とバラク・オバマ大統領の日米首脳会談で、両国は「緊密に連携する」ということで一致した。
2010年9月23日にはクローリー国務省次官補が記者との質疑応答で記者の「尖閣諸島は安保条約の適用対象に含まれるのか」という質問に対し、「我々は尖閣諸島が日本の施政下にあると信じているので、安保条約が適用される」と（マスコミを通さず、アメリカ国務省公式サイト上においても）公式に明言した。なお、この記者会見では常に「尖閣諸島（Senkaku Islands）」という日本側に準じた呼称で行われた。
なお、中国のマスコミであるチャイナネットは「『尖閣諸島は日米安保の適用範囲』は日本メディアの歪曲であり、クリントン国務長官はそのような発言をしていない」と報道した

### 台湾
9月14日に台湾の民間抗議船が、行政院海岸巡防署の巡防船12隻に保護されながら日本のEEZ内にまで進出し、海上保安庁の巡視船11隻と対峙し、海岸巡防署の官吏が日本側に対して領土声明を発表した。これに対して台湾政府は「民間の自発的行動」と称賛した。また、17日に来日していた中国国民党の金溥聡秘書長（幹事長）は「彼らは漁民のライセンスを持っており、出船を禁じることはできない」と正当性を強調した。また「（同諸島を巡る対応で）台湾が中国と連携することはない」、「同諸島の主権が台湾にあるとの従来の主張に変わりはない」とも述べた。
李登輝元総統は尖閣諸島を「歴史的に見て日本の領土」と発言し、「おネエちゃんがきれいだからといって、私の妻だと言う人間がどこにいるのだ」などと、中国や台湾が領有権を主張していることを皮肉った。

## 事件の前兆と見られる「領海侵犯の増加」
産経新聞の報道によると、2010年9月10日の衆院国土交通委員会で、海上保安庁の鈴木久泰長官が、2010年に入り中国籍の漁船の領海侵犯が急増していることを明らかにした。これによると、尖閣諸島周辺の領海内で海保が外国籍の船舶に立ち入り検査した事例が2008年は2件、2009年は6件、2010年は9月時点ですでに21件であり、中国船に限ると2008年に1件、2009年は0件、2010年は9月時点で14件であった。
なお「領海侵犯」とは、 沿岸国でない他国の船舶に認められている無害通航権に反し、”無害でない通航”を他国の船舶が沿岸国の領海内で行うことである。よって外国の船舶が領海へ無断で入ったからといって直ちに「領海侵犯」とはならず、「領海侵犯」は「領空侵犯」とは異なり国際法上の用語でもない。これは、国家が領空に対して排他的な管轄権を有するのと違って領海に対して排他的な管轄権を有さないからである。この本来の意味での「領海侵犯」の定義に照らせば、産経新聞の記事が「領海侵犯」と主張している「尖閣諸島周辺の領海内で海保が外国籍の船舶に立ち入り検査した事例」は、必ずしも本来の意味での「領海侵犯」だったかは明確ではない。
ただし本件に限って言えば、件の漁船の「公務執行妨害罪」や「漁業法」違反の「立ち入り検査忌避罪」が成立しており、「外国人漁業の規制に関する法律」違反容疑もあり、日本の法令に対する違法行為が認められることから、無害通航には該当せず「領海侵犯」が成立する。

## 分析
- ウォールストリート・ジャーナルは2010年9月13日、「中国の領土権の主張をめぐる地域的な緊張の高まりを映し出している」「今回の事件がどこまで発展するかは不明だが、日中双方のナショナリストがそれぞれの政府に対し強い措置を取るよう求めており、日中ともに引く構えはない」と分析した。また中国船が故意に衝突させたと疑っている日本側も、過去に攻撃的な作戦行動をしてきた経緯があるとした上で、「日本は、脅されてすごすごと引っ込みはしないということを示す必要はあるだろうが、そのために尖閣を利用するのは危険だ」と、自制も求めている[116]。9月24日の記事では、「ネット上の意見を見る限り、日本は完全な敗者」と指摘した[117]。
- 読売新聞は社説（2010年9月16日付）で、「中国は海底資源の存在が明らかになった1970年代から尖閣諸島の領有権を主張し、それを1990年代からの「反日・愛国」教育で国民に浸透させてきた。尖閣問題で「政府は弱腰」との印象を与えれば、国内経済格差などへの不平や不満に“引火”し、中国国民の矛先が共産党指導部に向けられかねない――。そんな懸念もあって、中国政府は今回、日本に高圧的な態度をとっているのだろう。だが、それは明らかに筋が違う話だ。」と指摘した。9月24日の記事では、船長の釈放について、「捜査を徹底せず、不明確な根拠のままで釈放を決めたことに、日本側の“超法規的措置”との指摘は免れない」と述べている[118]。
- 2010年9月15日、ジョージ・W・ブッシュ政権で国務副長官を務めたリチャード・アーミテージは仙谷官房長官との会談で、「中国は尖閣諸島で日本を試している」と指摘した[119]。また、中国の東シナ海での活動活発化については、「西沙、南沙両諸島の領有権問題でベトナム、マレーシア、フィリピン、台湾に警告する意味合いも強いのではないか」と分析した[119]。
- ニューヨーク・タイムズ（電子版）は、9月10日と20日付の2回、ニコラス・クリストフ記者のコラム記事を掲載した。記事内でクリストフは「太平洋で不毛な岩礁をめぐり、緊張が高まっている」とした上で、「米国は核戦争の危険を冒すわけがなく、現実的に安保発動はゼロだ」とし、私見として「中国の方に分がある」と発表した[120][121]。この記事について在米日本総領事館は即座に抗議、反論する文書を送付した。クリストフはこの文書を20日のコラムで一部公開し、反日運動への参加を呼び掛けた。実際に、読者からは、｢日本人は歴史を変えるのが得意だ｣などと日本を一方的に中傷する書き込みが多く見られている[122]。
- ダイヤモンド社は「レアアースの輸出規制」、「膨張する軍事予算」、「サイバー戦力」、「日米同盟」、「日本国債買い増し・円高」などに触れ、「海底に国旗を立てて領有権を主張する 中国に日本はこんなに無防備でいいのか」という論調で分析した[123]。
- ワシントン・ポストやロサンゼルス・タイムズ、インドのタイムズ・オブ・インディアは、中国は日本に強烈な圧力を行使できることを示したとし、日本は圧力に屈したと報道した。
- 世界日報は社説にて、中国が「13億人市場」という経済力を簡単に政治的な圧力に変えてしまう体質が日本にとってリスクであると指摘している[124]。
- 田母神俊雄元航空幕僚長は、尖閣問題を契機に中国から史上最大級の高度な情報戦争が仕掛けられているとしており、「第1段階として、問題がない事象に言いがかりをつけ、第2段階で国をあげて騒ぎたてる。第3段階で、懐柔策として問題の棚上げを提案し、結果的に問題自体を既成事実化する」としており、2010年10月30日現在は第2段階であるとしており、日中関係はすでに有事と考えるべきであるとして中国の戦略に乗せられてはならないとしている[125]。
- 2010年10月2日、香港のメディアは、中国指導部が今年に入ってから尖閣諸島などの領土問題を「核心的国家利益」と位置付けたと報じた[126]。
- 産経新聞は、衝突映像流出に対する中国外務省の「日本の行為自体が違法だ。いわゆるビデオ映像でこうした真相を変えることはできず、日本側の行為の違法性は隠せない」との談話に日本の政府および民主党政権が抗議・反論を行わないことを非難し、このままでは従軍慰安婦や南京大虐殺のように嘘が一人歩きするとの懸念を表明している[127]。